# Kudlovice
Kudlovice (deutsch Kudlowitz) ist eine Gemeinde in Tschechien. Sie liegt sieben Kilometer nördlich von Uherské Hradiště und gehört zum Okres Uherské Hradiště.

## Geographie
Kudlovice erstreckt sich am östlichen Fuße des Marsgebirges beiderseits des Baches Kudlovický potok. Gegen Osten befindet sich das breite Tal der March.
Nachbarorte sind Paňhaj, Dolina, U Svatých und Halenkovice im Norden, Spytihněvský Dvůr und Spytihněv im Nordosten, Topolná im Osten, Babice und Cerony im Südosten, Huštěnovice und Sušice im Süden, Jalubí im Südwesten, Traplice im Westen sowie Jankovice, Rovná und Košíky im Nordwesten.

## Geschichte
Kudlovice wurde wahrscheinlich zwischen 1252 und 1321 zusammen mit Sušice durch das Geschlecht von Suchá gegründet. Das Dorf war entlang des Baches zweigeteilt. Besitzer des Suchover Anteils (Súchovy) waren vermutlich Robert von Sušice und dessen Frau Jitka, die 1344 im Kloster Velehrad bestattet worden ist. Die erste schriftliche Erwähnung von Guglawicz erfolgte im Jahre 1371 in einer Urkunde des Markgrafen Johann Heinrich und seiner Söhne Jobst und Prokop, in der die Erhebung einer Maut bewilligt wurde. Diese war nach Uherské Hradiště abzuführen. Kudlovice gehörte zunächst zu den markgräflichen Gütern und wurde später als Pfand an die Kužel von Bílovice und Žeravice weitergereicht. Im Jahre 1381 wurde das Dorf als Cudlouicz und 1408 als Kudlowicz bezeichnet. Zu den weiteren Besitzern gehörten ab 1386 Jaroslav von Buchlovice und ab 1464 gehörte das Dorf anteilig Jiřík Kužel von Kvasice und Jiřík Buchlovský von Mošnov. Die erste Erwähnung eines Weinberges erfolgte 1466. Im Jahre 1552 wurde der Ort Kudlowicz genannt. Die Teilung blieb über Jahrhunderte erhalten, der obere Teil war nach Sušice und der untere Teil nach Kvasice untertänig. Nach der Aufhebung der Patrimonialherrschaften wurden beide Anteile 1850 zu einer Gemeinde Kudlovice/Kudlowitz in der Bezirkshauptmannschaft Hradisch vereinigt.

## Gemeindegliederung
Für die Gemeinde Kudlovice sind keine Ortsteile ausgewiesen. Zu Kudlovice gehören die Ansiedlungen Dolina und Paňhaj. Grundsiedlungseinheiten sind Dolina und Kudlovice.

## Sehenswürdigkeiten
- Kapelle Johannes des Täufers am Dorfanger, der aus Sandsteinquadern errichtete Bau entstand 1747 auf Rechnung des Holešover Bürgers Jan Tomaštík durch den Olmützer Bildhauer Andreas Zahner. Im Jahre 1999 wurde sie durch den Bildhauer Vítězslav Martinák restauriert.
- Glockenturm am Dorfanger, erbaut in der zweiten Hälfte des 18. Jahrhunderts, im Jahre 1998 wurde er instand gesetzt
- Strmenský-Haus (Kudlovice Nr. 50), Denkmal bäuerlicher Bau- und Lebensweise zum Ende des 19. Jahrhunderts. Das Haus wurde der Gemeinde 1986 durch František Strmenský zur Erhaltung als historisches Ortsdokument geschenkt.
- Pestkapelle am unteren Ortsausgang, sie entstand 1663 anstelle eines Holzkreuzes.
- Weinkeller

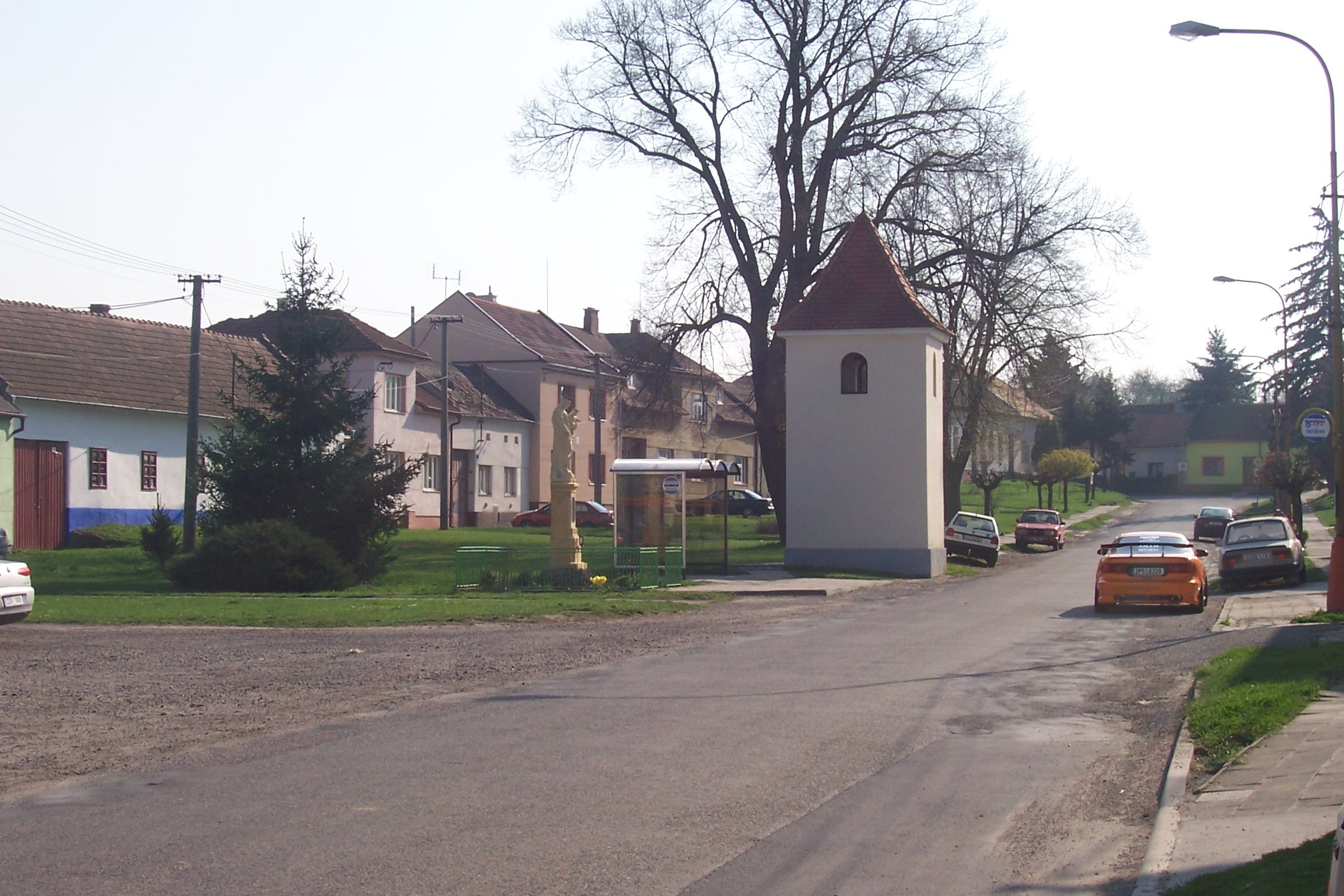
Dorfanger mit Glockenturm
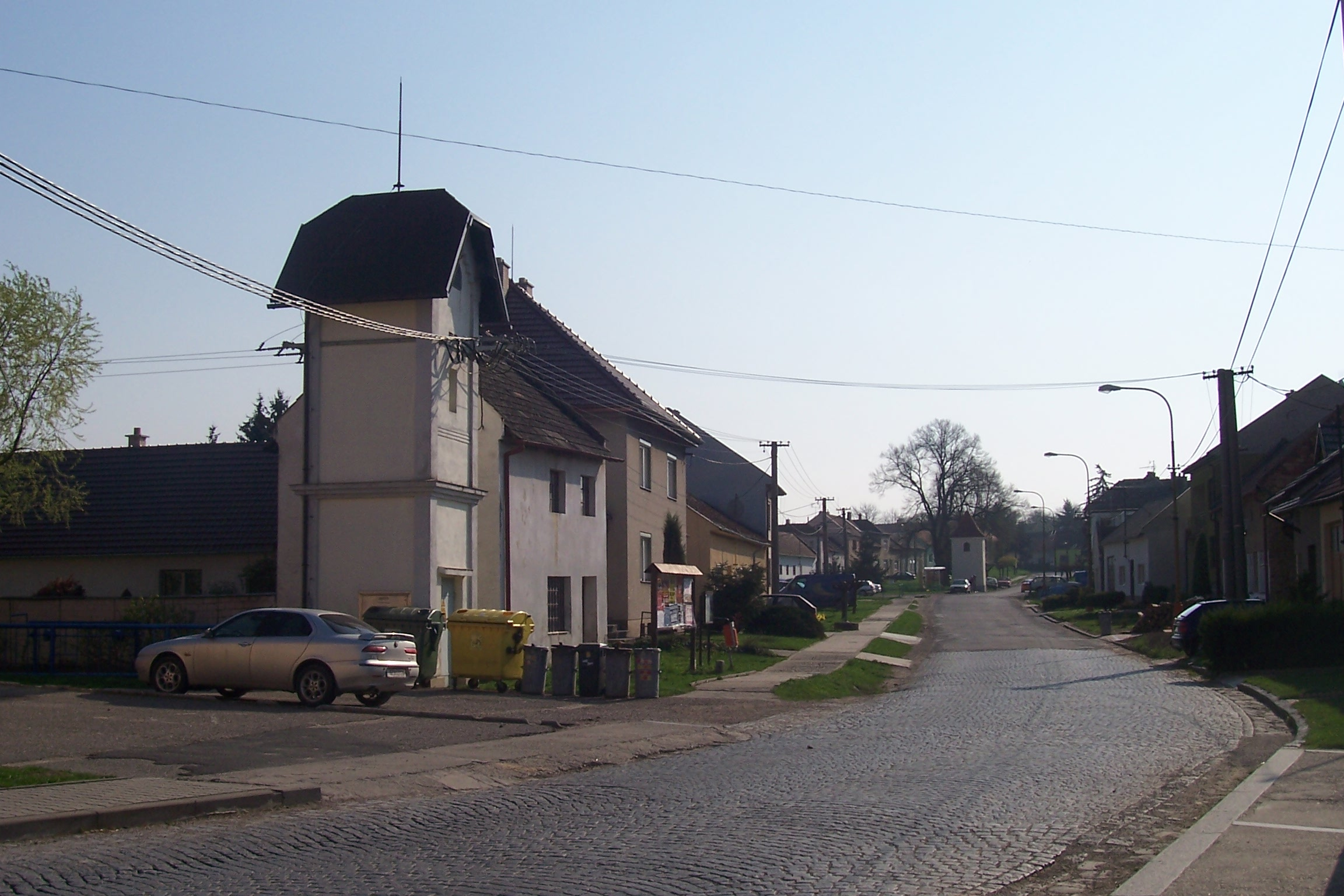
Dorfanger
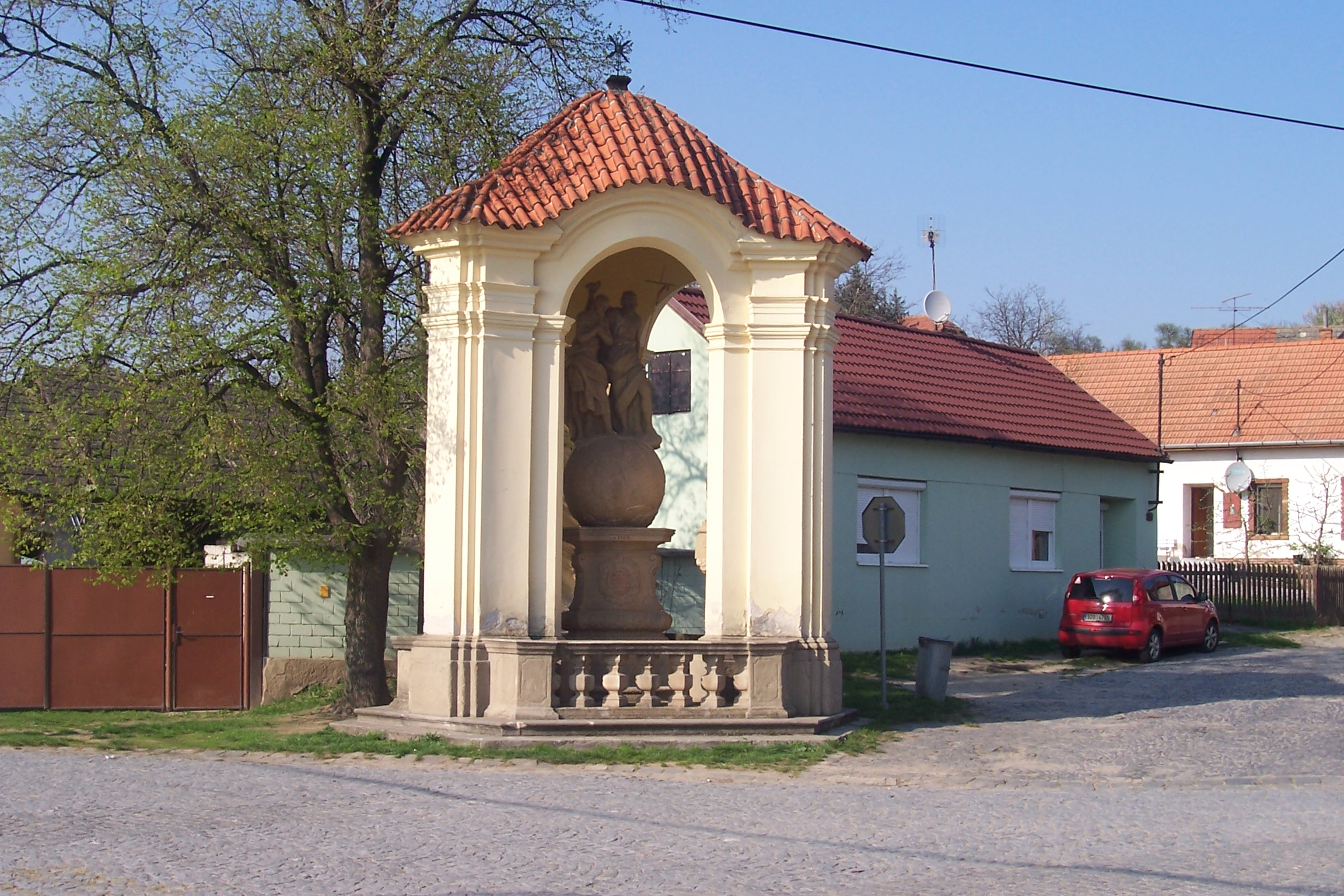
Kapelle Johannes des Täufers
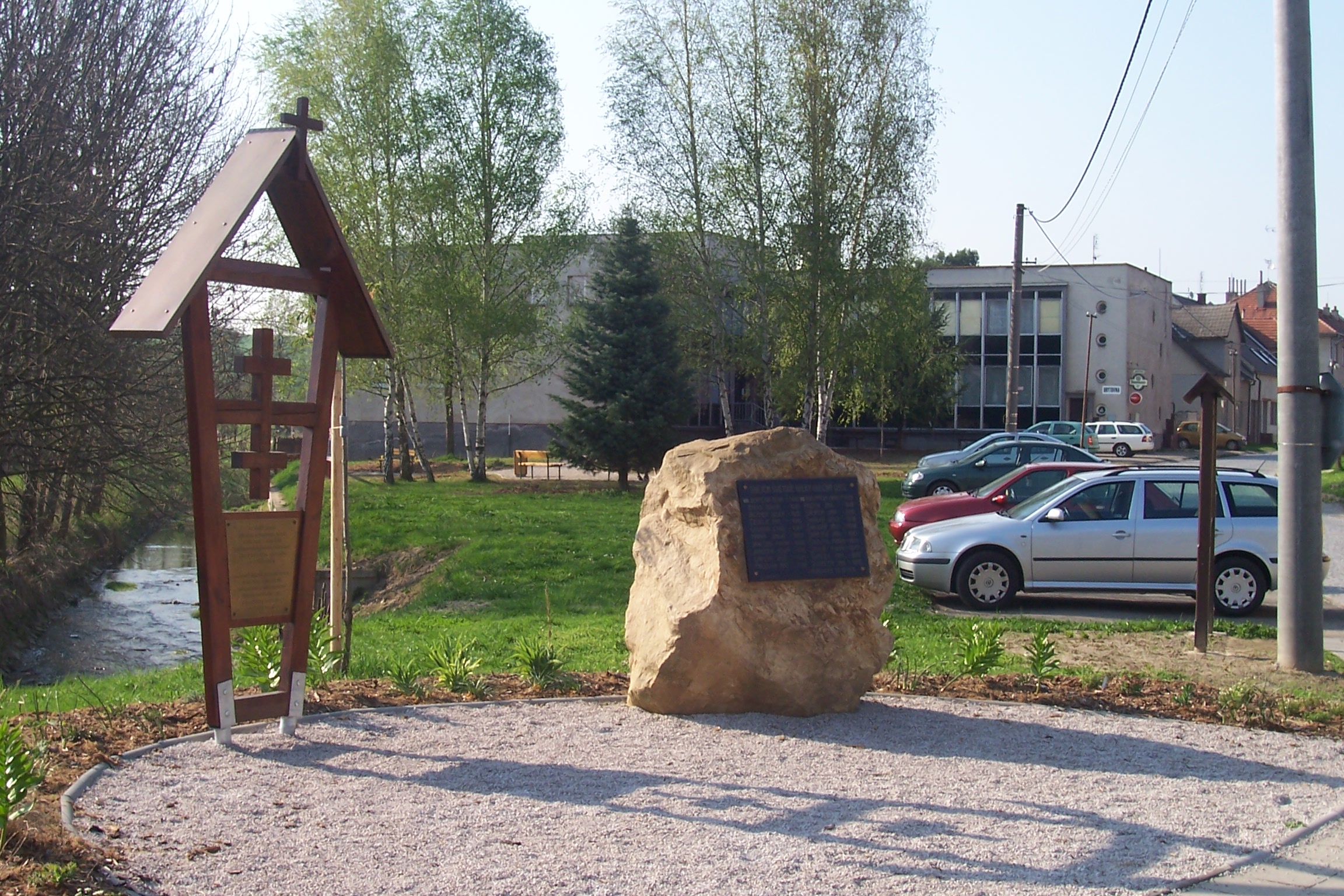
Gedenkstein in der Ortsmitte